# Atonismo

Aton

Atonismo, é a primeira religião monólatra, henoteísta da Historia, também conhecida como a "heresia de Amarna", promovendo o culto do disco solar Aton. Por motivos ainda pouco compreensíveis, mas provavelmente por causa do totalitarismo e da hostilidade do clero tebano, o faraó Aquenáton e sua rainha Nefertiti, decidiram abandonar o culto dos sacerdotes que tinha o deus Amon, como o principal.

## História antes do Atonismo

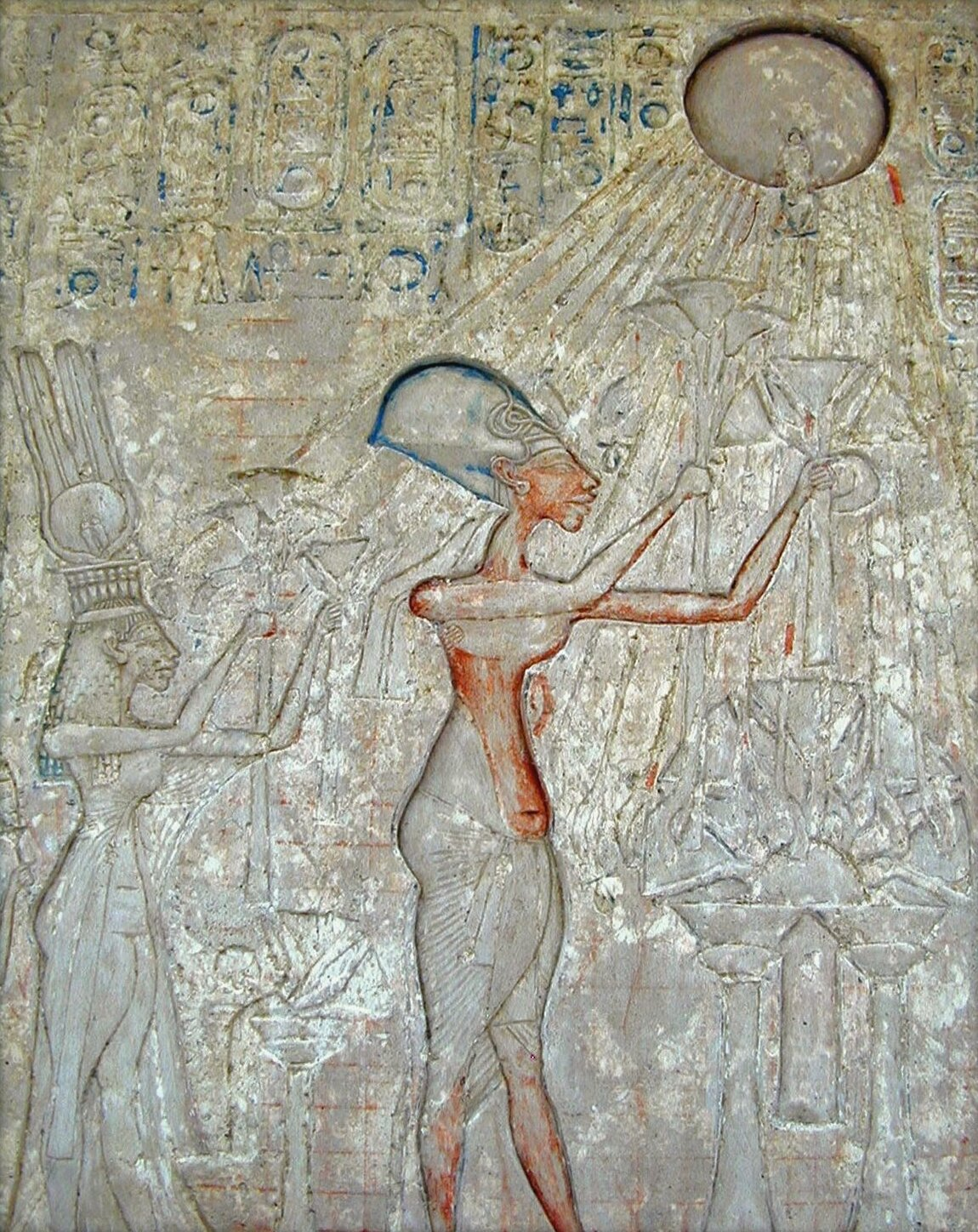
O faraó Akhenaton e as suas servas oferecerem oferendas especiarias para Aton (Museu Egípcio, Cairo)

O Aton, o deus do atonismo aparece em primeiro textos que datam desde a XII dinastia egípcia, na história de Sinué. Durante o Império Médio, a Aton "como um disco solar ... foi apenas um aspecto do deus sol Rá. O Aton foi um deus sol relativamente obscura, fora o período atonista, seria apenas uma figura na história egípcia. Embora existam indícios de que a Aton foi se tornando pouco mais importante no período da XVIII dinastia. Amenófis III nomeou a sua barcaça real como Espírito de Aten - mas foi o Amenófis IV, que introduziu a revolução atonista, em uma série de etapas que culminou com a instalação oficial do Aton como deus único do Egito. Apesar de cada linhagem de reis antes do reinado de Aquenáton:
"já tinha adotado uma divindade como [um] rei patrono e do Estado como deus supremo, nunca tinha havido uma tentativa de excluir outras divindades, e a multidão de deuses tinham sido tolerado e adorado em todos os momentos .... [Durante] o reinado de Tutemés IV foi identificado como um deus distinto solar, e seu filho, Amenófis III criou e promoveu um culto separado para o Aton. Não há nenhuma evidência [no entanto] que ele (Amenófis III) negligenciado os outros deuses ou tentativa de promover o Aton como uma divindade exclusiva."

## Revolução Atonista

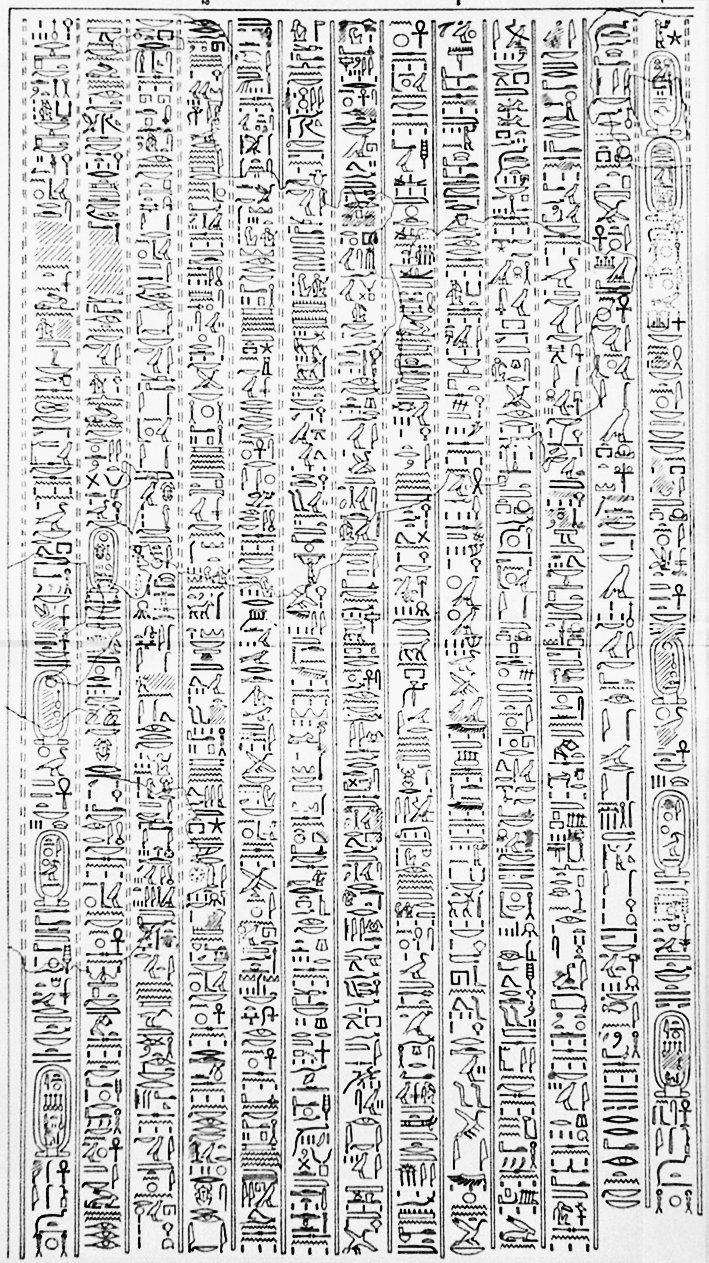
Grande hino a Aton

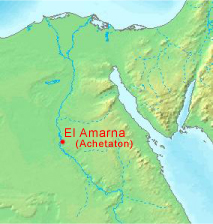
Localização da antiga capital Aquetáton

Amenófis IV introduziu o atonismo no quinto ano do seu reinado (1348-1346 a.C.), elevando o Aton com o estatuto de deus supremo, depois de ter inicialmente permitido a adoração continuada dos deuses tradicionais. Para enfatizar a mudança, o nome de Aton foi escrito na forma de cartela normalmente reservado para faraós, uma inovação do atonismo. Esta reforma religiosa parece coincidir com o anúncio de uma festa Heb-Sed, uma espécie de jubileu real destinado a reforçar os poderes divinos do faraó. Tradicionalmente realizada no trigésimo ano do reinado do faraó, este possivelmente era um festival em honra do faraó Amenófis III, que alguns egiptólogos acham que tinha uma co-regência com seu filho, Amenófis IV, de dois a 12 anos.
No 5º ano marca o início da construção de uma nova capital, Aquetaton (Horizonte de Aton), atualmente conhecida como Amarna. Evidência disso aparece em três das estelas de fronteira usadas para marcar os limites da nova capital. Neste momento, Amenófis IV mudou oficialmente seu nome para Aquenáton (filho de Aton) como prova de seu novo culto. A data prevista para o evento foi estimado a cair em torno de 2 de janeiro desse ano. No 7 º ano de seu reinado (1346/1344 a.C.), a capital foi transferida de Tebas para Aquetáton (atual Amarna), embora a construção da cidade parece ter continuado por mais dois anos. Ao mudar a sua corte dos tradicionais centros cerimoniais, Aquenáton estava sinalizando uma transformação radical no foco do poder religioso e político.

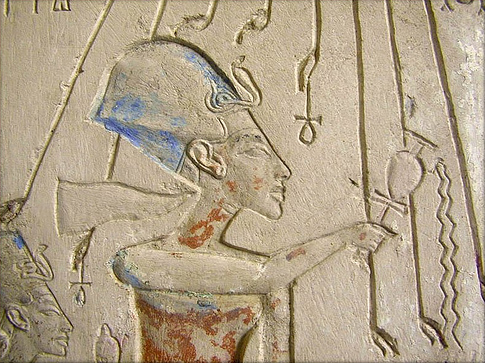
Akhenaton e a sua família ofertando a Aton (Estela encontrada no túmulo real) Museu Egípcio.

O movimento do faraó e de sua corte a partir da influência do sacerdócio e dos centros tradicionais de culto, mas o decreto tinha um significado religioso mais profundo demais, tomadas em conjunto com a sua mudança de nome, é possível que a mudança para Amarna foi também significou como um sinal de morte simbólica do faraó e do renascimento. Pode também ter coincidido com a morte de seu pai e do fim da co-regência. Além de construir uma nova capital, em honra de Aton, Aquenáton também supervisionou a construção de alguns dos templos mais maciço no antigo Egito, incluindo uma em Karnak e outra em Tebas, perto do antigo templo de Amon.

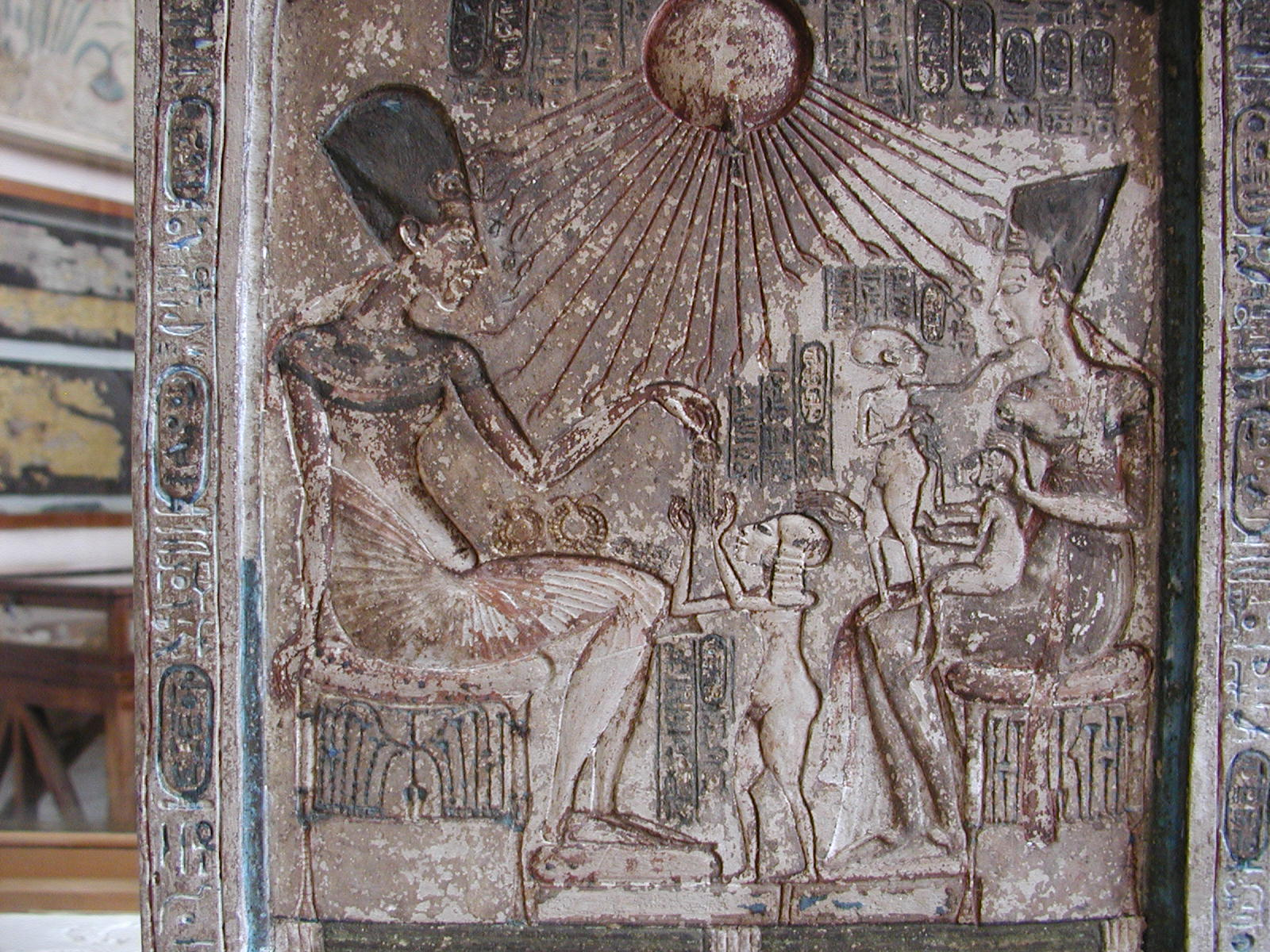
Akhenaton, Nefertiti e suas filhas

No 9º ano (1344/1342 a.C.), Aquenáton reforçou o regime atonista, declarando a Aton a ser não apenas o deus supremo, uma divindade única e universal, e proibindo a adoração de todos os outros, incluindo a veneração dos ídolos, mesmo particular nas casas das pessoas, uma arena de Estado egípcio não haviam tocado em termos religiosos. Atonismo foi então baseada no monoteísmo unitário estrito, a crença em um Deus único. Aton foi abordada por Aquenáton em orações, como o grande hino a Aton: "O único Deus, ao lado dele não existe nenhum".
Aquenáton fez o regicídio ritual do velho deus supremo Amon, e ordenou a desfiguração dos templos de Amon em todo Egito, e de todos os deuses antigos. A palavra "deuses" foi proscrita e inscrições foram encontradas no qual até mesmo hieróglifo da palavra "mãe" tenha sido retirada e re-escrito em sinais alfabéticos, porque tinha o mesmo som em egípcio antigo como o som do nome da deusa Mut de Tebas. Nome de Aton também está escrito de forma diferente após 9º ano, para enfatizar o radicalismo do novo regime. Já não é a Aton escrito usando o símbolo de um raio do disco solar, mas em vez disso, está escrito foneticamente.

## Decadência

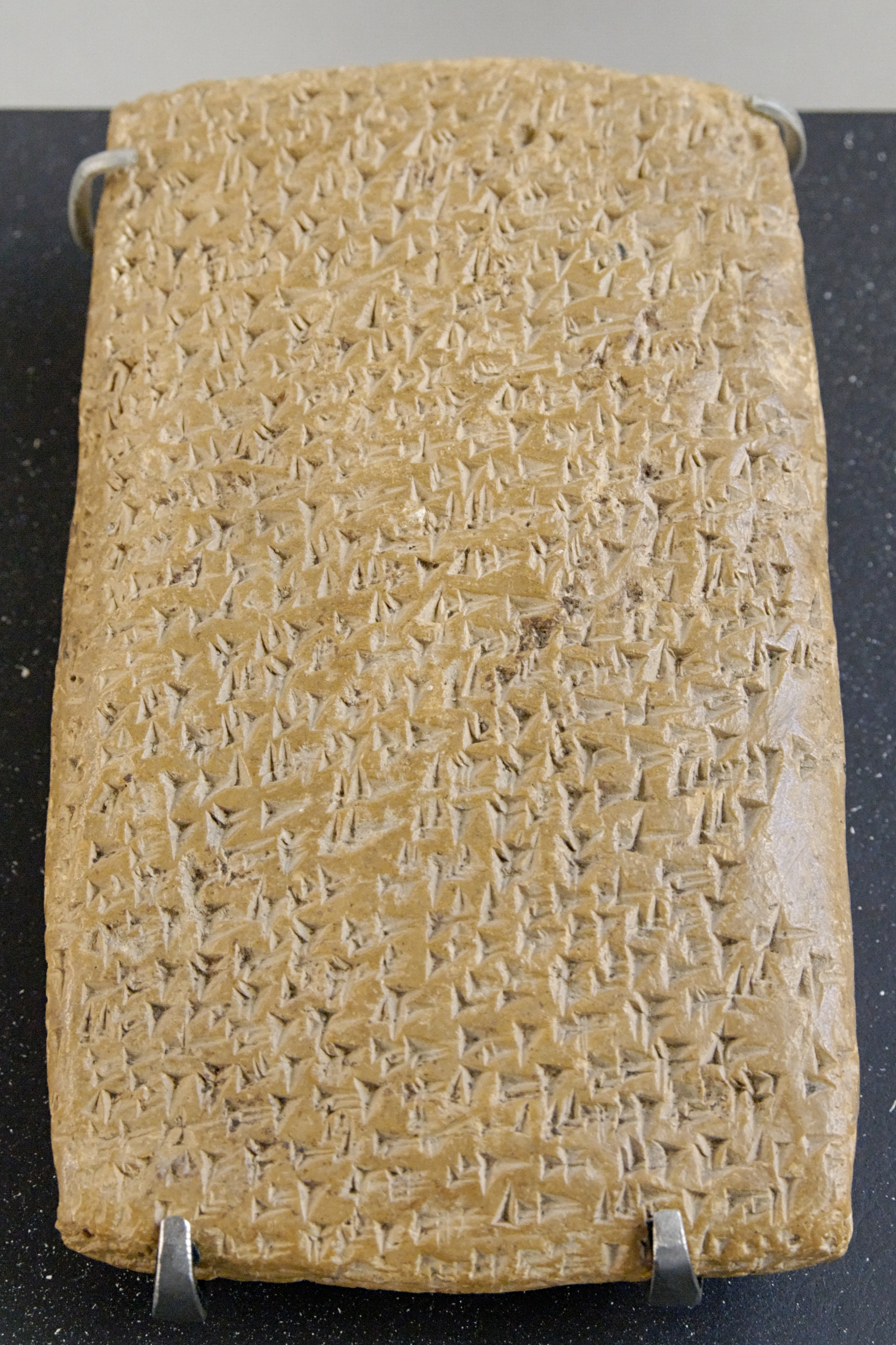
Uma das Cartas de Amarna

Provas cruciais sobre as últimas fases do reinado de Aquenáton foi fornecido pela descoberta da chamada Cartas de Amarna. Acredita-se que tenham sido jogado fora pelos escribas depois de ser transferido para o papiro, as cartas constituem um cache inestimável de tabletes de argila de entrada de mensagens enviadas a partir postos imperial e seus aliados estrangeiros. As cartas sugerem que Aquenáton era obcecado com a sua nova religião, e que sua negligência de assuntos de Estado estava causando transtorno em todo o vasto império egípcio. Os governadores e dos reis de domínios sujeitos escreveu para pedir ouro, e também se queixou de ser desprezado e enganado. Também descobriu-se relatos de que uma pandemia grande praga está se espalhando por todo o antigo Oriente Próximo. Esta pandemia parece ter perdido a vida da esposa principal do faraó (Nefertiti) e de suas seis filhas, o que pode ter contribuído para a diminuição do interesse por parte de Aquenáton em governar com eficácia.

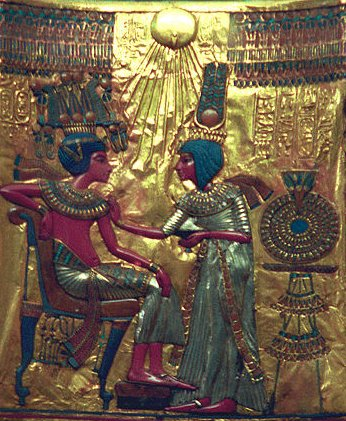
Aton, como mostrado na parte traseira do trono de Tutancâmon

Com a morte de Aquenáton, o culto de Aton que ele havia fundado quase que imediatamente caiu em desgraça devido a pressões do Sacerdócio de Amon. Tutancaton, que o sucedeu com 8 anos de idade (com vizir antigo de Aquenáton, Aí, como regente) mudou seu nome para Tutancâmon em 3 anos de seu reinado (1348-1331 a.C.) e abandonando Aquetaton, a cidade em ruínas. Tutancaton se tornou o rei fantoche dos sacerdotes, assim, o motivo de sua mudança de nome. Os sacerdotes ameaçaram a regência instável do rei-criança e obrigou-o a tomar várias medidas drásticas que corrompeu o registro escrito de sucessão e história egípcia, a exclusão da Revolução de Amarna e atonismo. Templos de Aquenáton  que tinha construídos, incluindo o templo em Tebas, foram desmontados, reaproveitados como fonte de materiais de construção e decoração para seus próprios templos, e as inscrições sobre Aton foram desfiguradas. Finalmente, Aquenáton, Semencaré, Tutancâmon e Aí foram retiradas da lista oficial dos faraós, que em vez relatou que Amenófis III foi imediatamente sucedido por Horemebe.

## Ligação com as religiões abraâmicas
Devido ao caráter monoteísta do atonismo, há uma ligação com o judaísmo (e, posteriormente, as religiões monoteístas que deriva dela) tem sido sugerido por vários escritores. Por exemplo, o psicólogo Sigmund Freud diz que o Aquenáton seja o pioneiro da religião monoteísta e Moisés ou Osarseph como seguidor de Aquenáton no seu livro "Moisés e o Monoteísmo" (Der Mann Moses und die monotheistische Religion, ISBN 978-0394700144) (ver também Osarseph).

## Atonismo na ficção
O autor finlandês Mika Waltari usou a história do atonismo no seu famoso livro de novela "O Egípcio" (Sinuhe egyptiläinen, ISBN 85-31-90057-3).